# Sandonie
Die Sandonie ist ein kleiner Fluss in Frankreich, der im Département Dordogne in der Region Nouvelle-Aquitaine verläuft. Sie mündet nach rund 10 Kilometern als linker Nebenfluss in die Euche, einem rechten Zufluss der Dronne. Ihr durchschnittliches Gefälle beträgt 7,55 m/km.

## Durchflossene Gemeinden
- Léguillac-de-Cercles
- Paussac-et-Saint-Vivien
- Saint-Just

## Geographie

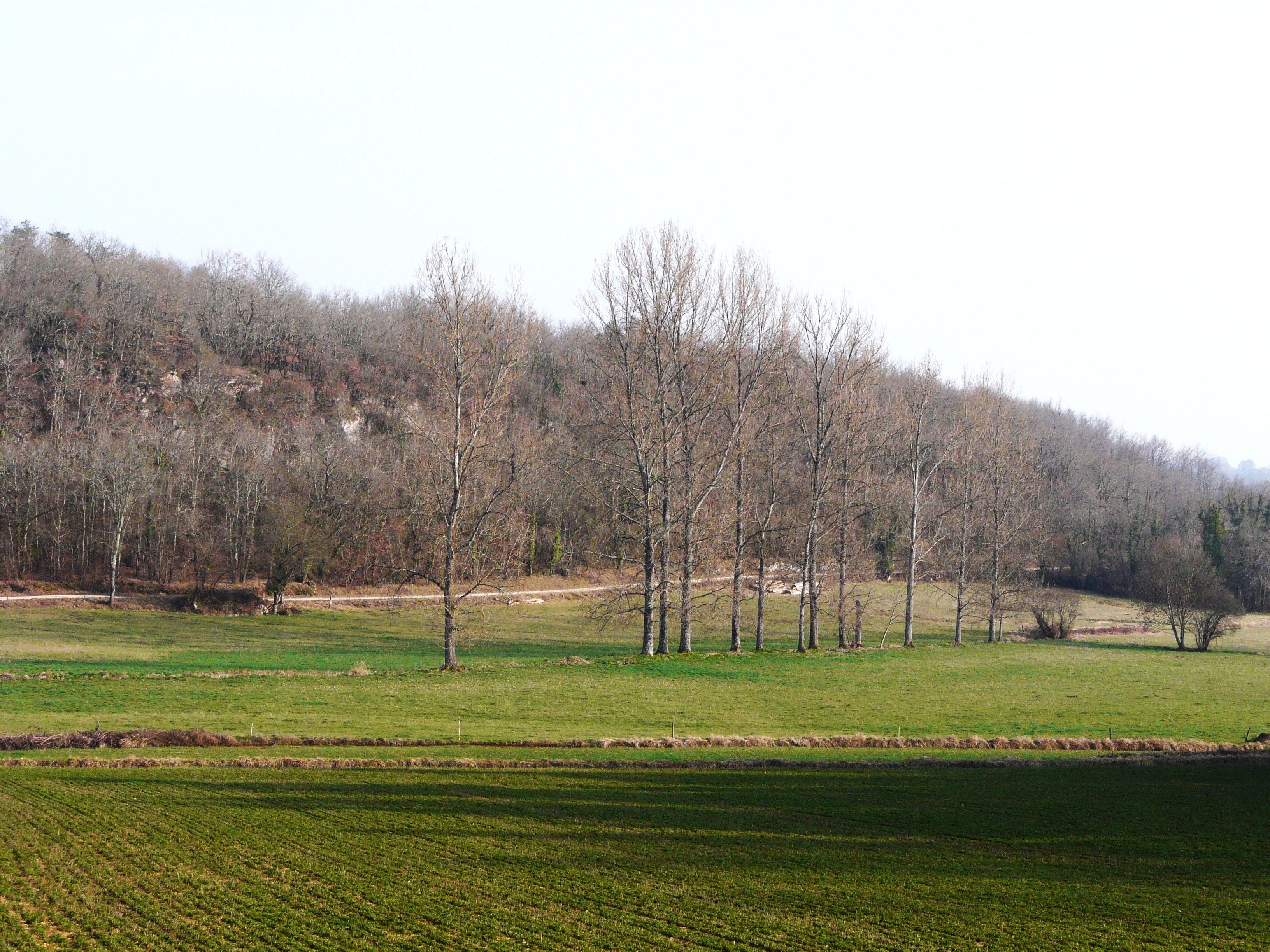
Das Sandonietal bei Vieux-Breuil Anfang März

Die Sandonie entspringt etwas nördlich vom Weiler Jovelle im Gemeindegebiet von Léguillac-de-Cercles auf 170 Meter Höhe. Sie fließt anfangs nach Südosten, dreht aber südlich des Ortskerns von Léguillac-de-Cercles in die Südrichtung. Bei Loubazac kommt ihr ein kleines linksseitiges Trockental entgegen, dem einzigen nennenswerten Seitental. Nach 9,8 Kilometer Strecke mündet sie bei Le Moulin de l’Étang auf 96 Meter Höhe als linker Nebenfluss in den Euche. Auf ihrem letzten Kilometer bildet sie die Gemeindegrenze zwischen Saint-Just und Paussac-et-Saint-Vivien.

## Geologie
Die Sandonie verläuft ausschließlich in flachliegenden Oberkreideformationen des nördlichen Aquitanischen Beckens. Das Quellgebiet liegt in Fossilkalken des Coniaciums. Nach der vollzogenen Richtungsänderung südlich des Ortskerns von Léguillac-de-Cercles schneidet sich der Fluss in tieferliegende Schichten des Oberen Angoumiens (Oberturons) und anschließend des Unteren Angoumiens ein. Die relativ resistenten Rudistenkalke des Angoumiens sind im Unteren Angoumien (Angoulême-Formation) Steilwandbildner und wurden in mehreren Steinbrüchen als Baustein abgebaut. In einigen Wänden wurden auch Klausen aus dem Fels gehauen. Bei Loubazac nimmt die Sandonie ein linksseitiges Trockental auf, dessen Verlauf eine Störung im Schichtverband markiert. Weiter südwärts (südlich vom Weiler Breuil) trifft die Sandonie dann auf die La-Tour-Blanche-Antiklinale, die sich durch eine leichte Aufwölbung im Schichtverband und anhand von zwei Störungen bemerkbar macht. Deswegen stehen in diesem Bereich auch die stratigraphisch tieferen Schichten des Ligériens (plattige bis knollige Kreidekalke) an. In der Nähe der Mündung säumt dann erneut Unteres Angoumien mit darüberliegendem Oberen Angoumien das Flusstal, beide Formationen sind jedoch an dieser Stelle in der kalkarenitischen Fazies (typisch um Paussac-et-Saint-Vivien) ausgebildet.

## Geschichte
Ältestes Kulturdenkmal entlang des Flusstales ist die megalithische Kultstätte Peyre Dermale (auf der linken Talseite, unweit von Paussac). Beim Weiler La Blancherie (Gemeinde Paussac-et-Saint-Vivien) befindet sich eine merowingische Nekropole aus dem Sechsten Jahrhundert. Die romanische Wehrkirche in Léguillac-de-Cercles stammt aus dem Zwölften Jahrhundert. Der Kalksteinabbau dürfte bis ins Mittelalter zurückgehen. Bei Vieux Breuil wurden aus dem Fels troglodytische Behausungen herausgearbeitet.

## Sehenswürdigkeiten am Fluss

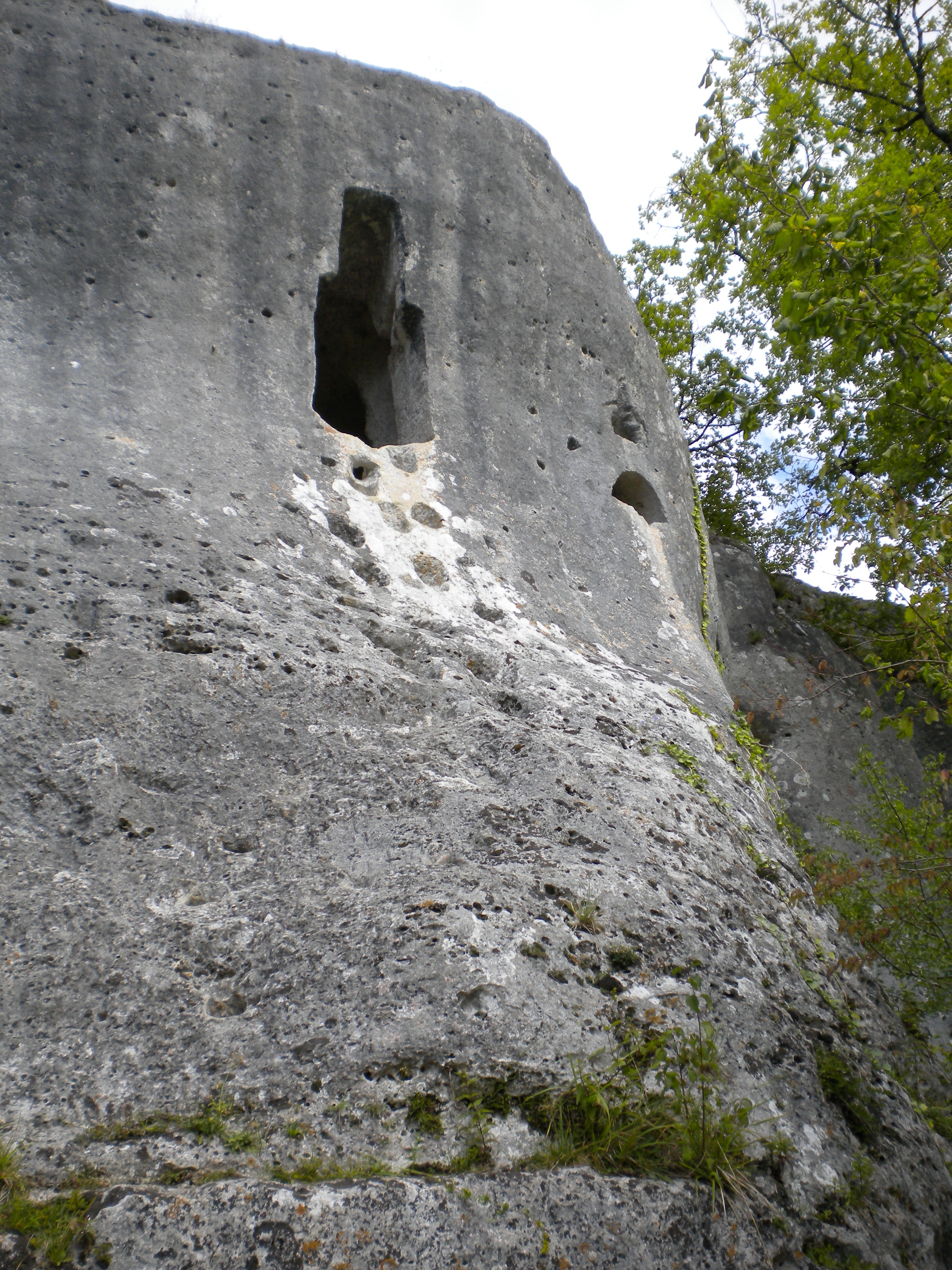
Cluzeau an der linken Talseite der Sandonie nördlich von Le Breuil, Gemeinde Paussac-et-Saint-Vivien

- Megalithische Kultstätte Peyre Dermale westlich von Paussac.
- Merowingische Nekropole bei La Blancherie.
- Romanische Wehrkirche in Léguillac-de-Cercles.
- Troglodytische Behausungen bei Vieux-Breuil.
- Kletterfelsen im Unteren Angoumien (insbesondere bei Breuil).